# Alloblennius anuchalis
Alloblennius anuchalis är en fiskart som först beskrevs av Springer och Spreitzer, 1978.  Alloblennius anuchalis ingår i släktet Alloblennius och familjen Blenniidae. Inga underarter finns listade i Catalogue of Life.